# Heikki Liimatainen
Heikki Liimatainen (ur. 14 marca 1894 w Karstula, zm. 24 grudnia 1980 w Porvoo) – fiński lekkoatleta długodystansowiec, trzykrotny medalista olimpijski.
Na igrzyskach olimpijskich w 1920 w Antwerpii zdobył brązowy medal w biegu przełajowym w klasyfikacji indywidualnej. Do klasyfikacji drużynowej liczyły się miejsca trzech najlepszych zawodników danej reprezentacji. Finowie zajęli 1. (Paavo Nurmi), 3. (Liimatainen) oraz 6. miejsce (Teodor Koskenniemi), co dało im złoty medal drużynowo. Na tych samych igrzyskach Liimatainen wystąpił w biegu na 10 000 metrów, w którym zajął 7. miejsce.
Na igrzyskach olimpijskich w 1924 w Paryżu Liimatainen startował tylko w biegu przełajowym. Był on rozgrywany w upale. Trudne warunki sprawiły, że ukończyło go jedynie 15 na 38 zawodników. Zwyciężyli Finowie: Nurmi przed Ville Ritolą. Do zdobycia drużynowego złotego medalu przez Finów wystarczało, by Liimatainen ukończył bieg. Wyczerpany upałem stracił orientację i chciał zejść z trasy na 30 m przed metą. Dopingowany przez kibiców ukończył bieg na 12. miejscu, ale ostatnie 30 m przeszedł w ponad 2 minuty. Wystarczyło to jednak do złotego medalu w klasyfikacji drużynowej.
Był mistrzem Finlandii w biegu na 10 000 metrów w latach 1918–1920. Jego rekord życiowy w biegu na 5000 metrów wynosił 15:36,9 (uzyskany 21 lipca 1923 w Lahti), a w biegu na 10 000 metrów 32:08,2 (osiągnięty 19 sierpnia 1920 w Antwerpii).